# Gunta Stölzl

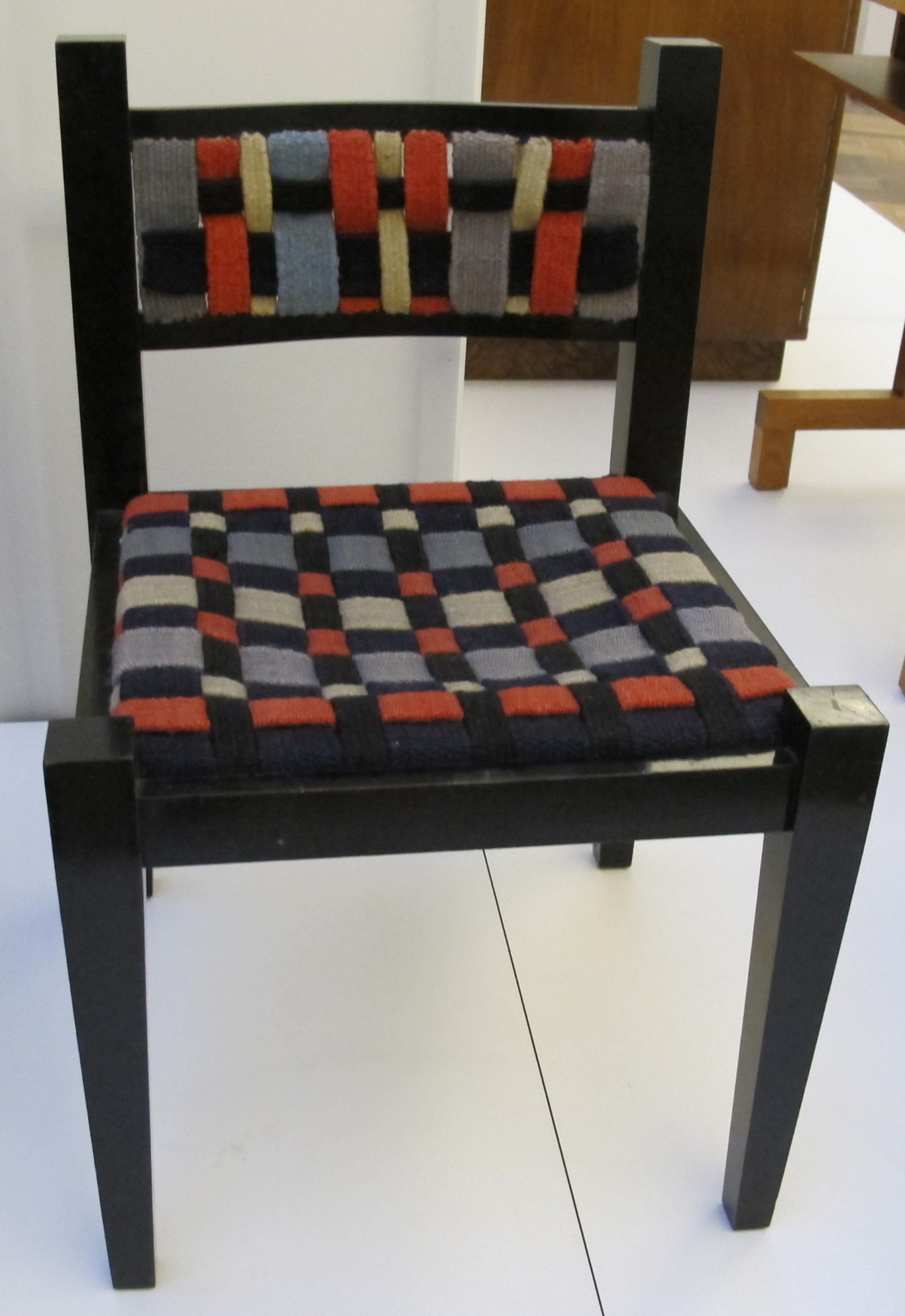
Tessuti di Gunta Stölzl su una sedia di Marcel Breuer (1922)

Gunta Stölzl (Monaco di Baviera, 5 marzo 1897 – Küsnacht, 22 aprile 1983) è stata una designer tedesca.

## Formazione
Stölzl si è formata alla Scuola di arti applicate di Monaco tra il 1914 e il 1916. In seguito alla fine della prima guerra mondiale studia dal 1919 al 1925 al Bauhaus, seguendo il laboratorio di tessitura, il corso di Johannes Itten e di Paul Klee e conseguendo nel 1923 l'apprendistato di secondo livello, diventando tessitrice.

## Attività
Dal 1925 al 1931 è insegnante tecnica nella tessitura del Bauhaus.
Nel 1931 apre a Zurigo con alcuni colleghi la tessitura a mano S-P-H-Stoffe e collabora con studi di architettura per confezionare tappeti e rivestimenti.
Dal 1967 lascia la tessitura e si occupa di arazzi, influenzati dal pensiero di Itten e Klee.

## Contributo
Il lavoro svolto nel campo della tessitoria dalla Stölzl ha favorito il passaggio dalla produzione di pezzi unici a contenuto narrativo alla produzione su scala industriale.